# 康布龙
康布龙（法語：Cambron，法語發音：[kɑ̃bʁɔ̃]）是法国上法蘭西大區索姆省的一个市镇，属于阿布维尔区。

## 地理
康布龙（50°6'39"N, 1°46'12"E）面积12.61 平方千米，位于法国上法蘭西大區索姆省，该省份为法国北部沿海省份，北起加来海峡省和北部省，西接滨海塞纳省和大西洋英吉利海峡，南至瓦兹省，东临埃纳省。
与康布龙接壤的市镇（或旧市镇、城区）包括：穆瓦耶讷维尔、永瓦勒、阿布维尔、卡翁、大拉维耶、米亚奈、赛涅维尔。

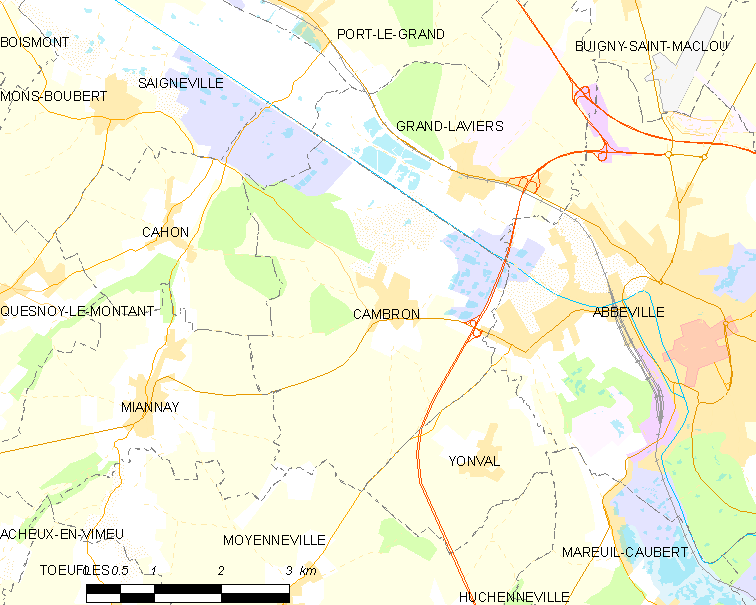
康布龙的OSM定位图

康布龙的时区为UTC+01:00、UTC+02:00（夏令时）。

## 行政
康布龙的邮政编码为80132，INSEE市镇编码为80163。

## 政治
康布龙所属的省级选区为阿布维尔第二县。

## 人口

1962-2008年间康布龙人口变化图示

康布龙于2022年1月1日时的人口数量为751人。